# Печерский, Николай Васильевич
 Николай Васильевич Печерский  (30 июня 1922, Ерешково — 2007, Волгоград) — советский и российский преподаватель. Ректор Волгоградского государственного института физической культуры (1968—1988). Кандидат исторических наук (1965). Заслуженный работник культуры РСФСР (1978). Профессор (1985).

## Биография
Николай Васильевич Печерский родился 30 июня 1922 года в селе Ерешково Еланского района Царицынской губернии.
В 1940 году после окончания Руднянского педагогического училища Николай Васильевич был назначен директором Терсинской семилетней школы, которой он руководил в течение года, а затем стал первым секретарём Руднянского райкома ВЛКСМ.
С июня 1942 по май 1945 года воевал на фронте от Сталинграда до Берлина в составе артиллерийской части.
С 1945 по 1955 год был занят на партийной работе в должности секретаря партийной организации в Еланском районе Сталинградской области, работал первым секретарем Краснослободского районного комитета КПСС, заместителем начальника по кадрам Сталинградского областного сельскохозяйственного управления.
В 1948 году окончил историческое отделение Сталинградского государственного педагогического института. Также окончил Саратовскую партийную школу.
С 1955 по 1960 год был директором Сталинградского областного техникума физической культуры. После преобразования техникума в институт продолжил в нём работать, преподавал на кафедре марксизма-ленинизма и по совместительству возглавлял факультет заочного обучения института.
В 1965 году защитил диссертацию по теме «Деятельность Коммунистической партии Советского Союза по физическому воспитанию трудящихся в период развернутого строительства коммунизма (1959—1964 гг.)».
С 1968 по 1988 год Печерский был ректором ВГИФК. В период его руководства был введён в строй футбольно-легкоатлетический манеж — базовый спортивный комплекс академии.
В 1994 году Печерский основал и возглавил кафедру олимпийского образования, которая позже была преобразована в ныне действующую кафедру спортивного менеджмента и экономики.
Член-корреспондент Международной академии наук педагогического образования (1999).
В 2006 году Николай Васильевич завершил профессиональную деятельность. Умер в 2007 году в Волгограде.

## Награды и звания
- Медаль «За боевые заслуги».
- Медаль «За оборону Сталинграда».
- Медаль «За победу над Германией в Великой Отечественной войне 1941—1945 гг.».
- Орден Трудового Красного Знамени (1971).
- Орден Отечественной войны II степени.
- Заслуженный работник культуры РСФСР (1978).
- Премия Олимпийского комитета России за лучшую научно-исследовательскую работу в области олимпийского образования (1994, 1998).
- Премия города-героя Волгограда в области образования (2003).

## Публикации
Монографии
- Печерский Н. В. Спорт на страже мира. — Москва: Физкультура и спорт, 1970. — 72 с.

Учебники
- Сучилин А. А., Печерский Н. В. Олимпийское образование» для физкультурных вузов. – Волгоград: ВГАФК, 2004. — 443 с. ISBN 5-94424-035-0

Учебные пособия
- Печерский Н. В., Щетинин В. П. Спортивный педагог — воспитатель молодежи. — Москва: б/и, 1986. — 93 с.
- Печерский Н. В. Социально-политические функции физической культуры и спорта. — Волгоград: Упрполиграфиздат, 1990. — 93 с.